# Putanges-Pont-Écrepin
Putanges-Pont-Écrepin település Franciaországban, Orne megyében. Lakosainak száma 997 fő (2018. január 1.). Putanges-Pont-Écrepin Les Rotours és La Fresnaye-au-Sauvage községekkel határos.

## Népesség
A település népességének változása:
| Lakosok száma | 836  | 918  | 947  | 1032 | 1013 | 1029 | 1036 | 2258 | 1021 | 997  |
|               | 1962 | 1968 | 1975 | 1990 | 1999 | 2008 | 2013 | 2016 | 2017 | 2018 |